# 冷孟銋
冷孟銋（？—1658年10月23日（永曆十二年九月辛酉）），字木生，重慶府銅梁縣人，明朝、南明政治人物。

## 生平
冷孟銋是崇禎十二年（1639年）的舉人，歷任羅山教諭，潛江、棗強知縣；又從職方主事陞任太常少卿。他投靠孫可望，多次彈劾吳貞毓，永曆八年（1654年）的十八人之獄就是他勸說下造成，之後轉為太常卿。李定國奉永曆帝入雲南，升任刑部左侍郎；其時鄭成功海上派使來到，請求集合雲南、貴州、湖廣、廣東軍隊出洞庭湖，在南京會合。永曆帝和各大臣商議，他說：「國姓秉持大義，拒絕父親命令，隔著大海也派使慰，就如齊桓公、晉文公尊崇周朝的義舉；申包胥保存楚國的情操，適宜晉封爵位鼓勵。雖然祖制規定外臣沒有封王的例子，但現在正值攘擾之際，怎可以守舊。況且國姓是先帝賜姓，同宗室一樣，封郡王也不違祖制。」於是封鄭成功為延平王。他調任兵部，很快兼任僉都御史巡撫貴州。
永曆十二年（1658年）四月，清兵逼近貴陽，總兵梁亦英也在開州倒流水戰敗，馬進忠、馮雙鯉帶兵來到，無法留守，但冷孟銋堅持守城。二個月後大批清兵攻到，他帶著十多名騎兵走到威清；許光達、馮際寅等人戰死，龍納箴及守道曹胤忠，將軍劉偁、徐廷威，總兵康國臣、裴芳、李世傑、吳官、王嘉賢、韓國柱、李景瑜、趙武，副總兵張應舉，參將萬成功，都司高科、邵見、姚浩、徐龍，親軍指揮使趙弘德等一百四人投降清朝。廩生廖際亨供糧送給敵軍，冷孟銋被擒，洪承疇以賓禮對待，說：「你投降的話，讓你繼續巡撫貴州。」他回答：「寧作明朝的鬼，不作叛臣遺臭萬年。」於是將他送到岳託軍前，又好言相勸，他亦不為所動；也不肯強行被薙髮。最後他和賀覲明一同被斬殺，死前依然挺胸直立，罵不停口，清兵肢解屍體。南明朝廷得知後追贈兵部尚書，恩蔭他的兒子冷之旭為錦衣僉事。

## 引用
1. ↑  錢海岳《南明史·卷四·本紀第四》：（永曆十二年四月）庚辰，……貝子雒託入貴陽，漢陽王馬進忠遁；巡撫冷孟銋、將軍周斌、總兵許光遠等死之……
2. 1 2  錢海岳《南明史·卷五十七·列傳第三十三》：冷孟銋，銅梁人。崇禎十二年舉於鄉。歷羅山教諭，潛江、棗強知縣。自職方主事，累陞太常少卿。黨於孫可望，屢劾吳貞毓。密敕之獄，盡置十八人於死者，孟銋勸之也。轉太常卿。李定國奉昭宗入滇，擢刑部左侍郎。會鄭成功海上使至，請集滇、黔、楚、粵師出洞庭，會南京。下羣臣議。孟銋曰：「國姓執大義，拒父命，遠隔海洋，貢問不絕，實有桓文尊周之義。包胥存楚之心，宜晉封爵，以鼓向義。雖祖制外臣無封王之例，今攘擾之際，豈可守經。況國姓係先帝賜姓，義同天演，以郡王爵之，亦與祖制無違。」乃封延平王。調兵部，旋兼僉都御史巡撫貴州。
3. ↑  錢海岳《南明史·卷五十七·列傳第三十三》：永曆十二年四月，清兵趨貴陽，總兵梁亦英戰敗開州倒流水，馬進忠、馮雙鯉兵至，留守不得，孟銋仍自守。閱二月，清兵大至；以十餘騎走威清。許光達、馮際寅等戰死，龍納箴及守道曹胤忠，將軍劉偁、徐廷威，總兵康國臣、裴芳、李世傑、吳官、王嘉賢、韓國柱、李景瑜、趙武，副總兵張應舉，參將萬成功，都司高科、邵見、姚浩、徐龍，親軍指揮使趙弘德等一百四人降於清。廩生廖際亨以糧齎敵，孟銋被執。洪承疇待以賓禮，曰：「公如歸誠，當仍用撫黔。」孟銋曰：「寧為天朝鬼，不作畔逆遺臭。」乃送雒託軍前，亦以甘言招之，孟銋不為屈膝。強之薙髮，不從。與賀覲明同赴市，挺然直立，罵不絕口死，並解其屍。事聞，贈尚書，蔭子之旭錦衣僉事。